# Garypus californicus
Garypus californicus är en spindeldjursart som beskrevs av Banks 1909. Garypus californicus ingår i släktet Garypus och familjen gammelekklokrypare. Inga underarter finns listade i Catalogue of Life.